# 電撃マオウ
『電撃マオウ』（でんげきマオウ）は、KADOKAWA・アスキー・メディアワークスブランド発行の雑誌。2005年10月27日創刊。毎月27日発売。「ゲームとコミック・ノベルの融合」がキャッチフレーズに用いられており、コンピュータゲームを題材にした漫画作品やノベライズ・コラムが主な掲載コンテンツとなっている。
創刊当初は『電撃王』という特殊文字を使用した題字が使用されており（読みは同じ）、当初は公式サイト上で「電撃「マ）王」と表記されていたが後に「電撃マ王」と簡略化され、2011年12月号で現表記に変更されたが、2014年2月号まではロゴの右上に以前の表記が記載されていた。
2008年10月27日発売の12月号より創刊3周年を迎え、「3周年リニューアル」として雑誌サイズがA4判からB5判になり、2010年9月号より更に新装刊リニューアルとして大幅なページ数の増量、特にリニューアル号は1000ページ超のページ数となる、2011年12月号に3度目のリニューアルとして現誌名に変更。2014年3月号をもって通巻100号を達成。
2007年9月より姉妹誌として『電撃黒王』が刊行されたが、2010年6月19日発売のVol.12をもって本誌に統合され、一部作品が移籍連載となった。
2011年2月25日に電撃王増刊号として、『ビバ☆テイルズ オブ マガジン』が創刊。出張掲載していた「テイルズ オブ マガジン」の後継誌の扱いだったが2012年12月号のリニューアルにより独立刊行となった。
2015年10月27日発売の12月号で創刊10周年を迎えた。

## 概要
- 「ゲームとコミック・ノベルの融合」をキャッチフレーズに、ゲーム作品やオリジナル作品の連載や多方面からのジャンルのコラム、そしてゲーム情報などを掲載している。価格は、690円（創刊時）→630円（3周年リニューアル（A4→B5）→680円（新装刊リニューアル）→690円（紙面変更リニューアル）と移行。
- 本誌は特にゲーム作品のコミカライズに力を入れており、連載から短期集中連載、読み切りと、様々なゲーム原作作品を掲載している。
- 本誌では『テイルズ オブ ジ アビス』、『テイルズ オブ デスティニー』[注釈 1]が連載されていたが、同一雑誌でナムコのテイルズ オブ シリーズのコミカライズが2作品同時に掲載されたのは、本誌が初となる[注釈 2]。

## 歴代編集長
- 青柳昌行
- 飯島直樹[2]
- 浅川哲[1]

## 連載作品
- 連載中作品は連載開始順、終了作品は連載終了順に記載。同一号で複数作品が終了した場合は、該当号での掲載（目次）順。
- [ ]内にて予告編等が掲載された号も併記している。

### 連載中
2025年9月号現在。
- ぷちます! -PETIT IDOLM@STER-（明音、原作：バンダイナムコエンターテインメント）（2008年9月号 - ） - 2009年9月号より2本立てとなる。
- この美術部には問題がある!（いみぎむる）（2012年12月号 - ）
- まったく最近の探偵ときたら（五十嵐正邦）（2016年6月号 - ）
- 愚かな天使は悪魔と踊る（アズマサワヨシ）（2016年8月号 - ）
- リアリスト魔王による聖域なき異世界改革（鈴木マナツ、原作：羽田遼亮、キャラクターデザイン：ゆーげん）（2019年3月号 - ）
- ざつ旅-That's Journey-（石坂ケンタ）（2019年5月号 - ）
- リビルドワールド（綾村切人、原作：ナフセ）（2019年9月号 - ）
- ガンフェスタ（ku-ba、原作：芝村裕吏）（2019年10月号 - ）
- 田中家、転生する。（加藤ミチル、原作：猪口）（2020年8月号 - ）
- 転生王女と天才令嬢の魔法革命（南高春告、原作：鴉ぴえろ）（2020年9月号 - ）
- 豚のレバーは加熱しろ（みなみ、原作：逆井卓馬）（2020年10月号 - ）
- 私を喰べたい、ひとでなし（苗川采）（2020年10月号 - ）
- 終末ツーリング（さいとー栄）（2020年11月号 - ）
- キョーダイシャッフル（すのはら風香）（2021年1月号 - ）
- 無敵商人の異世界成り上がり物語 〜現代の製品を自在に取り寄せるスキルがあるので異世界では楽勝です〜（隆原ヒロタ、原作：青山有、キャラクター原案：ぷきゅのすけ）（2022年4月号 - ）
- おっさん、転生して天才役者になる（芽々ノ圭、原作：ほえ太郎）（2022年7月号 - ）
- 王立魔術学院の鬼畜講師（漫画：実々みみず、原作：急川回レ、キャラクターデザイン：zunta）（2023年1月号 - ）
- にゃカノGenic!!（FiFS）（2023年2月号 - ）
- 大川ぶくぶのクソ漫画道場（大川ぶくぶ）（2023年6月号 - ）
- レプリカだって、恋をする。（漫画：花田ももせ、原作：榛名丼）（2023年6月号 - ）
- 転生してあらゆるモノに好かれながら異世界で好きな事をして生きて行く（漫画：都尾琉、原作：御峰。）（2023年7月号 - ）
- ざつ旅 -Another Side View- 蓮沼暦の日常（漫画：メイドスキー、原作：石坂ケンタ）（2023年12月号 - ）
- マッドミニスケープ（廣瀬アユム）（2024年1月号 - ）
- あしたのあした（鈴ヶ森ちか）（2024年2月号 - ）
- チュートリアルが始まる前に ボスキャラ達を破滅させない為に俺ができる幾つかの事（漫画：横山コウヂ、原作：高橋炬燵、キャラクターデザイン：カカオ・ランタン）（2024年2月号 - ）
- 辺境の魔法薬師〜自由気ままな異世界ものづくり日記〜（gum、原作：えながゆうき、キャラクター原案：パルプピロシ）（2024年2月号 - ）
- ラスボスたちの隠し仔〜魔王城に転生した元社畜プログラマーは自由気ままに『魔導言語』を開発する〜（漫画：森清士郎、原作：熊乃げん骨）（2024年5月号[3] - ）
- T.Tラバーズ。（漫画：本間リョウタ、企画・プロデュース：曽我部修司、キャラクターデザイン協力：ののかなこ）（2024年5月号[3] - ）
- 蠱毒の胡蝶はどんな夢を見るのか？（漫画：耳式、原作：鴉ぴえろ）（2024年5月号[3] - ）
- エトランジュ オーヴァーロード 〜反省しない悪役令嬢、地獄に堕ちて華麗なるハッピーライフ無双〜（漫画：へかとん、原作：喜多山浪漫、キャラクター原案：大塚真一郎）（2024年5月号[3] - ）
- アプリコットファズ （なぎと）（2024年6月号[4] - ）
- おいのち頂戴！（神地あたる）（2024年7月号[5] - ）
- バンダマ（漫画：はる桜菜、原案：Bandai Namco Music Live,・阿須名孝次（Bandai Namco Entertainment））（2024年8月号[6] - 2025年2月号[7]、2025年8月号[7] - ）
- 猫灰だらけの解き直し（ヨコシマペンギン）（2024年8月号[6] - ）
- カムパネルラの塔（Dormicum）（2024年10月号[8] - ）
- 魔物喰らい ランキング最下位の冒険者は魔物の力で最強へ（漫画：赤井ハコ、原作：緒二葉、キャラクターデザイン：とよた瑣織）（2024年11月号[9] - ）
- 幼馴染は、にゃあと鳴いてスカートのなか（漫画：七橋楽、原作：半田畔、キャラクターデザイン：にゅむ）（2024年12月号[10] - ）
- アクアリウムは踊らない（原作：橙々、漫画：冬眠結）（2025年1月号[11] - ）
- 組織の宿敵と結婚したらめちゃ甘い（原作：有象利路、漫画：しーめ、キャラクターデザイン：林けゐ）（2025年1月号[11] - ）
- 聖女先生の魔法は進んでる！（原作：鴉ぴえろ、漫画：しまづ、キャラクターデザイン：きさらぎゆり）（2025年2月号[12] - ）
- そしてヒーローと嘘を吐く（鼠野未來）（2025年3月号[13] - ）
- 夢後のグレイ（シチサブロー）（2025年3月号[13] - ）
- きみの願いが叶うまで」（浅月のりと）（2025年6月号[14] - ）
- ダチとバカやってる時がいちばん楽しい（阿部輝一）（2025年9月号[15] - ）

### 連載休止
- うねうね（きむらじゅんこ、原作：芝村裕吏、協力：萌葱風のりお）（創刊号） - 2006年1月号（第2号）から休載→2006年4月号告知消滅で連載休止
- いつでも弱酸性（G・むにょ）（創刊号 - 1巻発売） - 2007年6月号から休載→自然消滅で終了。[独自研究?]
- ふらっとらいん♪（ででん♪）（2006年5月号 - 3巻発売） - くりまんから移籍。2006年11月号休載→自然消滅で終了。[独自研究?]
- タヌキでポン!（しおやてるこ）（2006年10月号 - 2011年8月号で長期休載告知）
- グリードパケット∞（榎宮祐） （2008年2月号 - 2011年8月号から長期休載）
- DEATH EGDE（霜月かいり）（2008年12月号・2009年7月号・2009年10月号・2009年12月号 - 2013年12月号（2014年2月号への予告はあったが未掲載））※第4話までは不定期連載、第5話より隔月連載。
- 鏡野町のカグヤ（草凪とんぼ）（2010年9月号 - 2011年11月号（2011年12月号への予告はあったが未掲載）） - 電撃黒王から移籍
- raven；od（キリシマソウ）（2011年3月号 - 12月号（2012年1月号への予告はあったが未掲載））
- 魔界戦記ディスガイア4（超肉、原作：日本一ソフトウェア）（2011年4月号 - 2012年10月号（ナンバリングのない単行本は刊行された））
- 拷問塔は眠らない -ナイトメア ドリーム-（崎由けぇき、原作：mothy_悪ノP、キャラクターデザイン：マルイノ）（2013年9月号 - 11月号（2014年1月号への予告はあったが未掲載））
- モノノケクロックワーク（昼間行燈）（2015年11月号 - 2016年4月号（ナンバリングのない単行本は刊行された））
- プリンス・オブ・ストライド GALAXY RUSH（新井テル子、原作・デザインワークス・脚本：曽我部修司(FiFS)、キャラクターデザイン：ののかなこ(FiFS)）（2016年1月号 - 5月号）
- Dies irae 〜Amantes amentes〜（港川一臣、原作・監修：light）（2016年3月号 - 2019年4月号）※2018年8月号から隔月連載。
- ゲキドル アライヴ（関谷あさみ、原案：畑澤和也（オッドエンタテインメント））（2017年2月号 - 8月号）※隔月連載。
- 新説 狼と香辛料 狼と羊皮紙（日鳥、原作：支倉凍砂、キャラクターデザイン：文倉十）（2019年7月号 - 2020年12月号）
- 不死鳥への転生 ドラゴン倒せるって普通の鳥じゃないよね?（刀野久憲、原作：shiryu）（2020年6月号 - 10月号） - 2020年11月号休載→自然消滅で終了。[独自研究?]

### 連載終了

#### オリジナル作品
- 黄泉比良坂へようこそ（来栖達也）（創刊号 - 2006年5月号） - 単行本未発売
- ぷちまに（杏奈月）（創刊号 - 2006年5月号） - 単行本未発売
- あるいて一歩!!（武田すん）（創刊号 - 2007年11月号、全3巻）
- 新三国志 雷霆の如く（篠崎司、原作：秋野めぐる）（2006年10月号 - 2007年4月号、全1巻）
- エンブリオ（鳴瀬アツシ）（2006年12月号 - 2008年1月号、全2巻）
- ハミ+コン!（ほんだありま）（2007年2月号 - 2007年8月号、全1巻） - 読み切り「ハミかみ」のリニューアル連載
- ユグドラシルの果実（睦月れい）（創刊号 - 2008年1月号、全3巻）
- 夢を叶える72の間違ったやり方（松村龍一）（2007年7月号 - 2008年2月号、全1巻）
- プリンセス破天荒（田中圭一）（創刊号 - 2008年4月号、全1巻）
- さざんかさっちゃん（林正之）（創刊号 - 2008年1月号、全1巻）
- 百年鋼女（喜尚藤吉）（2007年5月号 - 2008年4月号、全3巻） - 作者急病で連載終了。第3巻に描き下ろしで最終話まで収録。
- われは剣王っ!!（城爪草、原作：芝村裕吏）（2007年3月号 - 2008年8月号、全3巻）
- ハングドマン（新井テル子）（2008年1月号 - 2008年8月号、全1巻） - 本誌では途中終了、単行本で完結編が収録された。
- イチ・らぶ・キュウ（遠山えま）（2008年3月号 - 2010年4月号）
- ヒのカグツチ（さらちよみ）（2009年1月号 - 2010年5月号）
- アンチ（羽衣リカ、原作：里尾昴）（2009年10月号 - 2010年8月号）
- 琥珀姫（睦月れい）（2008年12月号 - 2010年9月号）
- 半熟てんちょ!（あかざわRED）（2010年10月号・2010年11月号）
- ななつさ（浅見百合子）（2010年9月号 - 2011年1月号）
- 明日からがんばる!（もりちか）（2010年2月号 - 2012年2月号） - 2度の読み切りを経て、連載スタート
- ALBOX 〜永遠を買えたら〜（ハネイリカ）（2012年3月号 - 9月号）
- 閃紅のクレドネイラ（玲衣）（2011年12月号 - 2012年11月号）
- 忍弾（ひよひよ）（2011年6月号 - 2013年1月号）
- 殴女と魔王（仮）（飯島俊規、原作：小野瀬幸一、演出：神林中）（2010年10月号 - 2013年3月号）
- ななほし天道（黒瀬浩介）（2012年5月号 - 2013年4月号）
- ジュクボックス（蛇足せんたろう）（2012年10月号 - 2013年5月号）
- 世界の果てで愛ましょう（武田すん）（2009年1月号 - 2013年7月号）
- サラカエル（六道神士）（2010年9月号 - 2013年9月号）※季刊連載
- 金魚鉢ホロスコープ（森井しづき）（2011年12月号 - 2013年12月号）
- ロッテのおもちゃ!（葉賀ユイ）（2007年8月号 - 2014年2月号）
  - 2011年4月より「アスタロッテのおもちゃ!」のタイトルにて、本誌オリジナル作品として初のアニメ化作品となった。
- 南風だいありー（樹人、原作：斎藤ゆうすけ）（2013年6月号 - 2014年2月号） - 第1部完
- フィギュアシフターズ（里好）（2013年2月号 - 2014年3月号）
- 忌火のダキニ（sigama）（2013年2月号 - 2014年5月号）
- てんしちゃんとあくまくん（石坂ケンタ）（2013年5月号 - 2014年10月号）
- 空想科学X（saxyun）（創刊号 - 2014年11月号）
- 僕らはイタい生き物だ。（赤井吟行）（2012年12月号 - 2015年3月号）
- シンメトリーズ（シバユウスケ）（2014年7月号 - 2015年8月号）
- ib -インスタントバレット-（赤坂アカ）（2013年9月号 - 2015年10月号）
- 巨像少年VS.新世界少女（倉橋ユウス）（2015年11月号 - ） - 長期休載後単行本で完結
- 魔法女まほな（田中久仁彦）（2016年1月号 - 6月号） - 短期集中連載
- 王道楽土のビジランテ（sigama）（2015年8月号 - 2016年7月号）
- えい! えい!! 営業ちゃん（ウシハシル）（2015年10月号 - 2016年10月号）
- HATRED（六甲島カモメ）（2015年12月号 - 2016年10月号）
- MEMENTO -archivez-（南高春告、協力：AXsiZ）（2015年9月号 - 2016年11月号）
- 真夜中のX儀典（馬鈴薯、原作：山口ミコト）（2014年6月号 - 2017年1月号）
- でいとりっぱー（長月みそか）（2015年10月号 - 2017年6月号）
- 西王子くんに告白されました。（イチヒ）（2016年6月号 - 2017年7月号）
- NOEL（大岩ケンヂ）（2016年7月号 - 2017年12月号）
- サクラ*ナデシコ（葉賀ユイ）（2015年10月号 - 2018年1月号）
- 一撃殺虫!!ホイホイさん LEGACY（田中久仁彦）（2010年9月号 - 2011年9月号で長期休載告知、2016年2月号 - 2017年3月号で休載告知、2017年12月号 - 2018年3月号） - 作品公式twitterでの不定期掲載に移行
- 悪食王（村下玖臓）（2017年8月号 - 2018年6月号）
- コーヒーカンタータ（からあげたろう）（2017年1月号 - 2018年7月号）
- 文武両闘 最強才智の育て方（内々けやき、原作：河本ほむら）（2017年6月号 - 2018年8月号）
- 稲川さんの恋と怪談（ヨゲンメ）（2017年11月号 - 2018年9月号）
- 坂本先生は逃げ出したい!（遠田マリモ、原作：更伊俊介）（2018年1月号 - 10月号）
- 超常探偵X（saxyun）（2015年7月号 - 2019年1月号）
- バージンロードで会いましょう（りんごくらぶ）（2018年8月号 - 2019年6月号）
- 真月プロトコル（佐藤敦紀）（2018年10月号 - 2019年7月号）
- エンゲージプリンセス サイド・バイ・サイド（ぺけ）（2019年5月号 - 2019年9月号）
- 社畜くんと奴隷ちゃん（人生負組）（2018年8月号 - 2019年10月号）
- まだ魔法なんかに頼ってらっしゃるのでしょうか?（塩胡蝶）（2018年11月号 - 2019年12月号）
- 暗転エピローグ 第1部（パイン、原作：生田善子、キャラクターデザイン：Tiv）（2018年2月号 - 2020年1月号）
- 異世界最強の聖騎士は情弱すぎて今日もネット炎上してる〜FF外から失礼します〜（遠田マリモ）（2019年9月号 - 2020年4月号）
- 神ゲーってそういうことですか（広瀬まどか）（2019年3月号 - 2020年5月号）
- DarkArtsMaster -黶き魔法使い-（神原絵理華）（2019年6月号 - 2020年7月号）
- 多田依さんはホメられない!（のなかたま）（2020年1月号 - 2020年12月号）
- 不完全で不衛生でふしだら（すのはら風香）（2018年8月号 - 2021年1月号）
- 魔々ならぬ（ゆーき）（2019年12月号 - 2021年3月号）
- 熱帯魚は雪に焦がれる（萩埜まこと）（2017年8月号 - 2021年5月号）
- 恋する狼とミルフィーユ（うがつまつき）（2020年6月号 - 2022年4月号）
- セカイはアレでデキテイル（山本晋）（2021年7月号 - 2022年11月号）
- GT-giRl（ワイズスピーク、原作：長谷見沙貴）（2021年1月号 - 2022年11月号）※第一部完
- 影繰姫譚（浦上ユウ）（2018年11月号 - 2023年2月号）
- デビル・イン・ウラワンダーランド（スメラギ、脚本：加藤陽一）（2022年3月号 - 2023年4月号）
- ハイパーウルトラガーリッシュ（大川ぶくぶ）（2016年8月号 - 2023年5月号）
- 押して駄目なら押してみろ!（廣瀬アユム）（2019年12月号 - 2023年6月号）
- ぜんぶきみの性（浅月のりと）（2020年1月号 - 2023年7月号）
- 少女戎機（Dormicum）（2022年6月号 - 2024年3月号）
- 愚かな天使は悪魔と踊るスピンオフ みだらな素体は性に目覚める（漫画：すいみん、原作：アズマサワヨシ）（2023年1月号 - 2024年5月号[16]）
- コーヒームーン（牡丹もちと）（2020年3月号 - 2024年5月号[17]）
- 罠ガール（緑山のぶひろ）（2017年7月号 - 2024年6月号[4]）
- ポーカーフェイス女装男子と。（くらの）（2022年8月号 - 2024年11月号[18]）
- 生き物好きの安仁馬さんにはほんのちょっぴり毒がある（鈴木快）（2022年12月号 - 2024年12月号[19]）

#### コミカライズ作品
- IGPX（筧小龍、脚本：柳瀬優希、原作：Production IG×Cartoon Network）（創刊号 - 2006年8月号、全1巻）
- 転生學園月光録 朔月の章（原作：村山吉隆、作画：犬神尚雪、監修：アスミック・エースエンタテインメント）（2006年11月号 - 2007年5月号、全1巻）
- ランブルローズ（カスカベアキラ、製作：コナミ株式会社）（創刊号 - 2007年4月号、全2巻）
- モンスターハンター 2（新井テル子、監修：株式会社カプコン）（2006年6月号 - 2007年4月号、全1巻）
- 護くんに女神の祝福を! a blessing of Venus.（C-SHOW、原作：岩田洋季、キャラクター原案：佐藤利幸）（2007年3月号 - 2008年8月号、全2巻）
- 魔界戦記ディスガイア2（へかとん、製作：日本一ソフトウェア）（創刊号 - 2008年9月号、全4巻）
- 撲殺天使ドクロちゃん りぴる（桐野霞、原作：おかゆまさきチーム）（[2006年12月号] 2007年1月号 - 2008年12月号）
- 戦国BASARA2（灰原薬、原作：カプコン）（[2007年2月号] 2007年3月号 - 2008年1月号）
- FRAGILE 〜さよなら月の廃墟〜（スミノヒルネ、原作バンダイナムコゲームス）（2008年9月号 - 2009年2月号）
- マビノギ スタッカート（多門結雪、原作：ネクソンジャパン）（2008年9月号 - 2009年2月号）
- イリヤの空、UFOの夏（カンノ、原作：秋山瑞人 キャラクターデザイン：駒都えーじ）（2007年10月号 - 2009年3月号）
- ワールド・デストラクション 〜ふたりの天使〜（ムラオミノル、監修：セガ）（[2008年8月号] 2008年9月号 - 2009年9月号）
- セイクリッドブレイズ（神吉、原作：フライト・プラン）（[2009年4月号] 2009年5月号 - 2009年10月号）
- 闘真伝（天空すふぃあ、原作：タカラトミー）（2008年12月号 - 2009年?月号、全2巻）
- スターオーシャン2 セカンド エヴォリューション（よしだもろへ、原作：スクウェア・エニックス）（[2008年6月号]2008年7月号 - 2009年1月号[注釈 3]）
- ラグナロクオンライン ここから始まる物語（秋田米、原作：ガンホー・オンライン・エンターテイメント株式会社）（2009年7月号 - 2010年1月号）
- シャイニング・フォース フェザー（りゅうとひさし、原作：セガ、シナリオ：太田顕喜、キャラクター原案：pako・いとうのいぢ）（[2009年5月号] 2009年6月号 - 2010年7月号）
- TVアニメ 戦国BASARA（佐々倉コウ、監修：むとうやすゆき、原作：カプコン）（2009年9月号 - 2011年4月号）
- ときめきメモリアル4 Stand by me（白狼、原作：KONAMI）（2010年7月号 - 2010年9月号）
- うたわれるもの 〜散りゆく者への子守唄〜（水口鷹志、原作：アクアプラス）（2007年12月号 - 2010年10月号）
- 英雄伝説 零の軌跡プレストーリー -審判の指輪-（啄木鳥しんき、原作：日本ファルコム）（2010年7月号 - 2010年10月号）
- 東京鬼祓師 鴉乃杜學園奇憚 -萩の時雨-（轟斗ソラ、原作：アトラス）（2010年8月号 - 2010年11月号）
- テイルズ オブ ジ アビス（玲衣、製作：ナムコ）（創刊号 - 2011年1月号）
- アバシー学校であった怖い話1995 殺人クラブリベンジ（両角潤香、原作：飯島多紀哉）（2009年9月号 - 2011年1月号）
- 痕（月吉ヒロキ、原作：Leaf）（2010年9月号 - 2011年1月号） - 『月刊コミック電撃大王』へ移籍。
- つくものがたり（桃雪琴梨、原作：フリュー/キラウェア）（[2010年11月号] 2010年12月号 - 2011年2月号）
- テイルズ オブ デスティニー ディレクターズカット 儚き刻のリオン（カスカベアキラ、製作：ナムコ） （[2008年2月号] 2008年3月号 - 2011年4月号）
- 戦場のヴァルキュリア2 蒼光のエイリアス（士土大介、原作：セガ）（[2010年5月号] 2010年6月号 - 2011年4月号）
- マジック:ザ・ギャザリング 燃え尽きぬ炎（日森よしの、脚本：村山吉隆（ブルームーンスタジオ）、原作:ウィザーズ・オブ・ザ・コースト）（2010年4月号 - 2011年6月号）
- ブルーローゼス 妖精と青い瞳の戦士たち（中村煌、原作：日本一ソフトウェア）（2010年11月号 - 2011年8月号）
- ラストランカー 蒼銀の鎖（沙月ゆう、監修・協力：カプコン）（[2010年11月号] 2010年12月号 - 2011年8月号）
- TVアニメ ミニ戦国BASARA弐（スメラギ、脚本・構成：加藤陽一、原作・カプコン）（2010年9月号 - 2011年9月号）
- クイーンズブレイド ストラグル（ASTROGUYII）（2010年10月号 - 2012年3月号）
- ヘヴィーオブジェクト（犬江しんすけ 原作・鎌池和馬 キャラクターデザイン・凪良）（2011年1月号 -2011年4月号）
- 英雄伝説 零の軌跡（島草あろう、原作：日本ファルコム）（2010年12月号 - 2012年3月号）
- 戦場のヴァルキュリア3 名もなき誓いの花（藤沢真行、原作・セガ）（2011年5月号 - 2012年4月号）
- らくせん わが日本に王子系（蕗野冬、原作・芝村裕吏）（2011年2月号 - 2012年7月号）
- 超!えどっ娘 天下大変!!（柊ゆたか）（2011年6月号 - 2012年8月号）
- さよならピアノソナタ（赤坂アカ、原作：杉井光、キャラクターデザイン：植田亮）（2011年4月号 - 2012年9月号）
- やまンこ!（井冬良、原作：雑破業）（2010年10月号 - 2012年10月号）
  - こまンこ！ やまンこ！スピンオフ（井冬良、原作：雑破業）（2011年8月号・2012年2月号）
- 灼眼のシャナX Eternal song -遙かなる歌-（原作：高橋弥七郎、漫画：木谷椎、キャラクターデザイン：いとうのいぢ・木谷椎）（2009年12月号 - 2012年9月号） - 『電撃黒「マ）王』からの移籍
- アイドルマスター2 Colorful Days（しゅー、原作：バンダイナムコゲームス）（[2011年3月号]2011年4月号 - 2013年2月号）
- 京騒戯画（mercre、原作：東堂いづみ、企画：京騒戯画プロジェクト）（2012年2月号 - 2013年3月号）
- ディスガイアD2 Road to Lord（なまも、原作：日本一ソフトウェア）（[2012年12月号]2013年1月号 - 2013年4月号）
- 僕と彼女のゲーム戦争（大熊ゆうご、原作：師走トオル、キャラクターデザイン：八宝備仁）（2012年7月号 - 2013年3月号）
- ガンパレード・マーチ アナザープリンセス（長田馨、原作/脚本：芝村裕吏、キャラクター原案：きむらじゅんこ、原案：ソニー・コンピュータエンタテインメント）（2010年9月号 - 2013年8月号）
- ヘヴィーオブジェクトS（さいとー栄、原作：鎌池和馬、キャラクターデザイン：凪良）（2012年2月号 - 2013年8月号）
- トカゲの王（守月史貴、原作：入間人間、キャラクターデザイン：ブリキ）（2012年6月号 - 2013年8月号）
- ROBOTICS;NOTES 瀬乃宮みさ希の未発表手記（華尾ス太郎、原作：5pb.、ストーリー原案：海法紀光）（2013年1月号 - 8月号）
- フォトカノ Sweet Snap（柚木N'、原作：エンターブレイン、原作協力：ディンゴ）（2012年1月号 - 2013年9月号）
- GOD EATER -the 2nd break-（片桐いくみ、原作：バンダイナムコゲームス）（2012年2月号 - 2013年10月号）
- テイルズ オブ エクシリア2（内藤隆、原作：バンダイナムコゲームス）（[2012年12月号]2013年1月号 - 12月号）
- AKIBA'S TRIP（水田ケンジ、原作：アクワイア）（2012年6月号 - 2013年12月号）
- My sweet ウマドンナ（トミイ大塚、脚本：古田麻、原作：ウマドンナ製作委員会）（2013年7月号 - 12月号）
- アマガミ Love goes on!（上乃龍也、原作：エンターブレイン[注釈 4]）（2010年3月号 - 2012年11月号・2014年3月号） - 2011年11月号までは隔月連載[注釈 5]。2012年2月号より月刊連載、2012年12月号より休載告知後、2014年3月号の掲載をもって最終回となる。
- まめ戦国BASARA（スメラギ、脚本・構成：加藤陽一、原作：カプコン）（2011年12月号 - 2014年3月号）
- ペルソナ4 ジ・アルティメット イン マヨナカアリーナ（藍屋球、原作：ATLUS）（2013年1月号 - 2014年3月号）
- 京騒戯画（mercre、原作：東堂いづみ、企画：京騒戯画プロジェクト）（2013年11月号 - 2014年3月号）
- モンスター･コレクションTCG4コマ 進軍 乙女召喚師ERS（桃井涼太、原作：グループSNE・富士見書房・ブシロード）（2012年2月号 - 2014年7月号）
- GOD EATER 2 -undercover-（斉藤ロクロ、原作：バンダイナムコゲームス）（2014年4月号 - 2014年8月号） - 『ゴッドイーターマガジン』より移籍
- ブラック・ブレット（もりのほん、原作：神崎紫電、キャラクターデザイン：鵜飼沙樹）（2012年10月号 - 2014年8月号）
- 超次元ゲイム ネプテューヌ はろーにゅーわーるど（御影獏、原作：アイディアファクトリー・コンパイルハート）（2013年6月号 - 2014年9月号）
- バディ・コンプレックス 戦場のカップリング（さいとー栄、原作：矢立肇、協力：バンダイナムコゲームス）（2014年3月号 - 2014年10月号）
- GOD EATER 2 アナグラレシピ（白石琴似、原作：バンダイナムコゲームス）（2014年4月号 - 2014年10月号） - 『ゴッドイーターマガジン』より移籍
- エスカ&ロジーのアトリエ 〜黄昏の空の錬金術士〜（阿倍野ちゃこ、原作：ガスト）（2013年12月号 - 2015年1月号）
- ペルソナ×探偵NAOTO（士貴智志、ストーリー原案：間宮夏生、原作・ATLUS）（2013年1月号 - 2015年2月号）
- デモンゲイズ（くろの、協力：川辺ケイン、原作：角川ゲームス、エクスペリエンス）（[2013年11月号]2013年12月号 - 2015年2月号）
- ガールフレンド（仮） 椎名心実編 〜恋してマドンナ〜（秋奈つかこ、原作：サイバーエージェント、キャラクター原案：QP:flapper、監修・協力：青木良）（2014年9月号 - 2015年2月号）
- ちきう☆防衛隊! セハガール（脚本：岐部昌幸、原作：セガ）（2014年9月号 - 2015年2月号） - 作画担当が毎回異なる作品[20]。
- ブラック・ブレット インタールードファッキュー!（abua、原作：神崎紫電、キャラクターデザイン：鵜飼沙樹）（2014年5月号 - 2015年3月号）
- はたらく魔王さま！ハイスクール！（三嶋くろね、原作：和ヶ原聡司、キャラクターデザイン：029）（2012年7月号 - 2015年4月号）
- 魔王なあの娘と村人A（tsucaco、原作：ゆうきりん、キャラクターデザイン：赤人）（2012年4月号 - 2015年9月号）
- ちみごっどいーたー（S.濃すぎ、原作：バンダイナムコエンターテインメント）（2014年4月号 - 2014年7月号、2014年12月号 - 2015年5月号、2015年9月号 - 2015年11月号） - 『ゴッドイーターマガジン』より移籍
- 戦国BASARA4（吉原基貴、監修・協力：カプコン）（2014年2月号 - 2015年12月号）
- まめ戦国BASARA4（スメラギ、構成：加藤陽一、監修・協力：カプコン）（2014年5月号 - 2016年1月号）
- みにでゅら（梅津葉子、原作：成田良悟、キャラクターデザイン：ヤスダスズヒト）（2013年9月号 - 2016年2月号）
- 絶対絶望少女 ダンガンロンパ Another Episode ジェノサイダーモード（南街香、原作：スパイク・チュンソフト）（2015年3月号 - 2016年2月号）
- ガンスリンガー ストラトス：ギガントマキア（彼岸ロージ、原作：森瀬繚、協力：海法紀光・SQUARE ENIX/GUNS PROJECT）（2015年4月号 - 2016年3月号）
- テイルズ オブ ゼスティリア アリーシャ アフターエピソード 〜瞳にうつるもの〜（芳井アキ、原作：バンダイナムコエンターテインメント）（2015年12月号 - 2016年3月号） - 『ビバ☆テイルズ オブ マガジン』より移籍
- 艦隊これくしょん -艦これ- 島風 つむじ風の少女（山崎かずま、シナリオ：山崎かずま・兵部円（円伎堂）→山崎かずま・横島かなめ、協力：「艦これ」運営鎮守府）（2014年2月号 - 2016年4月号）
- GOD EATER -side by side-（ヨゲンメ、原作：バンダイナムコエンターテインメント、ストーリー原案：渥美航（バンダイナムコスタジオ））（2015年6月号 - 2016年4月号）
- ブレス オブ ファイア 6 ボタニカル・クロニクル（無糖党、原作：カプコン）（2015年11月号 - 2016年4月号）
- スモール ダンガンロンパ1・2ライト（きんぎん、原作：スパイク・チュンソフト）（2015年12月号 - 2016年5月号）
- ペルソナQ シャドウ オブ ザ ラビリンス -Roundabout-（あかうめ、原作：アトラス）（2014年10月号 - 2016年7月号）
- みにっ! きずないーばー劇場（S・濃すぎ、原作：TRIGGER・岡田麿里）（2016年6月号 - 2016年8月号） - 短期集中連載
- スクールスタードリーム! Sparkle Stars☆（カズヲダイスケ、原作：KADOKAWA）（2016年6月号 - ） - 2016年10月号で連載休止告知
- 討鬼伝2 “鬼”討つモノ（原作・ストーリー原案：コーエーテクモゲームス）（2016年8月号 - 11月号） - 毎回異なる作家が描くリレー連載
- ヘヴィーオブジェクトA（さいとー栄、原作：鎌池和馬、キャラクター・オブジェクトデザイン：凪良）（2015年4月号 - 2016年12月号）
- タルタロス劇場（八十八良、原作：ATLUS）（2013年1月号 - 2017年1月号） - 『デンプレコミック』に移籍
- ガールフレンド（♪）〜nonet notes〜（耳式、原作：サイバーエージェント、キャラクター原案：QP:flapper、監修・協力：青木良）（2015年12月号 - 2017年1月号）
- いでおろーぐ!（祭唄、原作：椎田十三、キャラクターデザイン：憂姫はぐれ）（2016年12月号 - 2017年2月号） - 短期集中連載
- ペルソナ3（曽我部修司、原作：アトラス）（[2007年4月号] 2007年5月号 - 2009年2月号、2013年7月号 - 2017年3月号）[注釈 6]
- キズナイーバー（彼岸ロージ、原作：TRIGGER・岡田麿里）（2016年5月号（第0話） - 2017年4月号）
- コクラセ（松風水蓮、原作：galanti、キャラクターデザイン：どろみず）（2016年12月号 - 2017年4月号）
- ゼロから始める魔法の書 なの!（安岳、原作：虎走かける、キャラクターデザイン：しずまよしのり）（2015年12月号 - 2017年5月号）
- スターレット（パイン、原作：アイア）（2017年2月号 - 5月号） - 短期集中連載
- ねじ巻き精霊戦記 天鏡のアルデラミン（川上泰樹、原作：宇野朴人、キャラクターデザイン：さんば挿、原作イラスト：竜徹）（2014年7月号 - 2017年7月号）
- 艦隊これくしょん -艦これ- 止まり木の鎮守府（ヒロイチ、協力/監修：「艦これ」運営鎮守府）（2015年2月号 - 2017年8月号） - 『月刊コミック電撃大王』より移籍
- ゼロから始める魔法の書（いわさきたかし、原作：虎走かける、キャラクターデザイン：しずまよしのり）（2015年2月号 - 2017年8月号）
- アイドルマスター SideM ドラマチックステージ（加藤ミチル、原作：バンダイナムコエンターテインメント）（2015年11月号 - 2017年9月号）
- 狼と香辛料（小梅けいと、原作：支倉凍砂、キャラクターデザイン：文倉十）（2007年11月号 - 2018年2月号）
- アイドルマスター SideM 理由あってMini!（スメラギ、原作：バンダイナムコエンターテインメント）（2016年6月号 - 2018年3月号）
- ペルソナ4 ジ・アルティマックス ウルトラスープレックスホールド（斉藤ロクロ、原作：アトラス）（2015年8月号 - 2018年6月号）
- 戦国BASARA 烈伝（原作：カプコン、監修：山本真（カプコン））（2017年5月号 - 2018年6月号） - エピソードごとに執筆する漫画家が異なる[注釈 7]
- 千年戦争アイギス 英雄の絆（い〜どぅ〜、監修・協力：DMMゲームズ）（2016年4月号 - 2018年12月号）
- チョコレート・コンフュージョン（三池ろむこ、原作：星奏なつめ、キャラクターデザイン：カスヤナガト）（2017年8月号 - 2018年12月号）
- アイドルマスター SideM 理由あってMini! リターンズ（スメラギ、原作：バンダイナムコエンターテインメント）（2018年11月号 - 2019年3月号）
- テイルズ オブ TV（喜来ユウ、原作：バンダイナムコエンターテインメント）（2016年2月号 - 2019年3月号） - 『ビバ☆テイルズ オブ マガジン』より移籍
- サークレット・プリンセス -ファースト・バウト-（ぽんこつわーくす、原作：DMM GAMES、監修：木緖なち）（2018年3月号 - 2019年4月号）
- ペルソナ4（曽我部修司、原作：ATLUS）（2009年3月号 - 2019年5月号）※『電撃黒王』から『ペルソナ3』とトレードで移籍、第1回は特別付録に掲載。『ペルソナ3』の毎号掲載に伴う長期休載を経て2017年9月号から連載再開。
- ガールズ ラジオ デイズ たまささsistersの日常（冬野みかん、原案：IIV（ドワンゴ）、原作：多宇部貞人、キャラクターデザイン：Mika Pikazo）（2019年1月号 - 2019年9月号）
- ソードアート・オンライン -ホロウ・リアリゼーション-（緋呂河とも、原作：川原礫、キャラクターデザイン：abec、ストーリー監修：バンダイナムコエンターテインメント）（2017年5月号 - 2019年11月号） - 『ソードアート・オンライン・マガジン』より移籍
- GOD EATER 2（片桐いくみ、原作：バンダイナムコエンターテインメント）（2014年1月号 - 2020年1月号）
- アイドルマスター SideM ストラグルハート（加藤ミチル、原作：バンダイナムコエンターテインメント）（2017年12月号 - 2020年4月号）
- LoveR（カズヲダイスケ、原作：角川ゲームス、キャラクターデザイン：箕星太朗）（2019年3月号 - 2020年4月号）
- ペルソナ5 メメントスミッション（斉藤ロクロ、原作：アトラス）（2018年12月号 - 2020年8月号）
- ソードアート・オンライン オルタナティブ ガンゲイル・オンライン（たもりただぢ、原作：時雨沢恵一+川原礫、キャラクターデザイン：黒星紅白）（2015年12月号 - 2021年3月号）※隔月連載。
- 天華百剣 -戯-（御影獏、原作：天華百剣プロジェクト）（2018年2月号 - 2021年6月号）
- キミの忘れかたを教えて（花田ももせ、原作：あまさきみりと）（2020年4月号 - 2021年7月号）
- 艦隊これくしょん -艦これ- おねがい! 鎮守府目安箱（種十号、協力：「艦これ」運営鎮守府）（2016年8月号 - 2021年12月号）
- 姫神の巫女（介錯）（2020年7月号 - 2022年1月号）
- 仮面ライダー913（かのえゆうし、原作：石ノ森章太郎、脚本：井上敏樹、協力：村上幸平）（2019年11月号 - 2022年3月号）
- 俺の召喚獣、死んでる（根菜猫、原作：楽山、キャラクターデザイン：深遊）（2022年8月号 - 2023年9月号）→『ComicWalker』に移籍[21]
- アイドルマスター ミリオンライブ! Blooming Clover（稲山覚也、原作：バンダイナムコエンターテインメント）（[2017年4月号] 2017年5月号 - 2023年12月号）
- 何と言われようとも、僕はただの宮廷司書です。（しまづ、原作：安居院晃、キャラクターデザイン：あんべよしろう）（2022年7月号 - 2023年12月号）
- きまじめ令嬢ですが、王女様（仮）になりまして!? 訳アリ花嫁の憂うつな災難（かのえゆうし、原作：伊藤たつき、キャラクター原案：蓮本リョウ）（2022年10月号 - 2024年6月号[4]）
- 虚ろなるレガリア（うがつまつき、原作：三雲岳斗、キャラクターデザイン：深遊）（2022年11月号 - 2024年10月号[22]）
- アイドルマスター ミリオンライブ！ Blooming Clover [encore]（稲山覚也、原作：バンダイナムコエンターテインメント）（2024年2月号 - 2024年12月号[10]）
- 魔王城、空き部屋あります！（漫画：堀部健和、原作：仁木克人）（2023年8月号 - 2025年3月号[23]）
- わしジジイ、齢六十にして天賦の才に気付く（北郷豊、原作：しんこせい、キャラクター原案：吉武）（2022年10月号 - 2025年3月号[24]）
- 声優ラジオのウラオモテ（巻本梅実、原作：二月公）（2020年5月号 - 2021年9月号、2024年2月号 - 2025年6月号）※再開[25]後は隔月連載[26]→カドコミへ移籍[27]
- Missing（漫画：日野杏寿、原作：甲田学人、キャラクター原案：花邑まい）（2023年7月号 - 2025年7月号[28]）

### 短期集中連載
- 偽りの輪舞曲（五条さやか、原作：SUCCESS/FUNUNIT/小坂直仁、キャラクターデザイン：BUNBUN）（2007年7月号 - 2007年9月号） - 単行本未発表
- ルーンファクトリー2（菜野あつみ、原作：はしもとよしふみ）（2007年9月号 - 2008年1月号） - 単行本未発表
- ワイルドアームズ クロスファイア（鈴羅木かりん、原作：メディア・ビジョン）（2007年11月号 - 2008年3月号、全1巻）
- なりそこない英雄譚-太陽と月の物語-（あやめぐむ、原作：アイレムソフトウェアエンジニアリング）（2009年7月号 - 2009年9月号）
- グラナド・エスパダ プラス クレアの旅立ち（大堀豊、原作：ハンビットユビキタスエンターテインメント）（2010年3月号 -2010年5月号）
- アークサイン（守月史貴、扉絵：木村樹崇、原作：ハンビットユビキタスエンターテインメント）（2010年8月号 - 2010年10月号）
- されど会議は今日も踊る。（ゆーじ、原作：じょに）（2013年3月号 - 2013年6月号）

## 映像化作品

### アニメ化
| 作品                         | 放送年          | アニメーション制作                  | 備考 |
| ---------------------------- | --------------- | ----------------------------------- | ---- |
| ロッテのおもちゃ!            | 2011年          | ディオメディア                      |      |
| ぷちます! -PETIT IDOLM@STER- | 2013年（第1期） | ギャザリング                        |      |
| ぷちます! -PETIT IDOLM@STER- | 2014年（第2期） | ギャザリング                        |      |
| この美術部には問題がある!    | 2016年          | feel.                               |      |
| 愚かな天使は悪魔と踊る       | 2024年          | Children's Playground Entertainment |      |
| ざつ旅-That's Journey-       | 2025年          | マカリア                            |      |
| まったく最近の探偵ときたら   | 2025年          | ライデンフィルム                    |      |
| 私を喰べたい、ひとでなし     | 2025年          | スタジオリングス                    |      |
| 終末ツーリング               | 2025年          | Nexus                               |      |

| 作品                   | 公開年 | アニメーション制作 | 備考 |
| ---------------------- | ------ | ------------------ | ---- |
| 一撃殺虫!!ホイホイさん | 2013年 | ブリッジ           |      |

## 企画・コーナー
- 王の柱

創刊号より存在していたコーナーで、ページ毎の両端に編集者の他愛のない雑談日記から編集者や読者のオススメ漫画・小説・CD・映画などの紹介コーナーが存在していた。しかし、3周年記念リニューアルに伴い、雑誌のサイズがB5判となり、削られる形で柱コーナーは2008年11月号を以って最終回となった。
- スペランカー先生

創刊号より連載している、伝説のFCゲーム『スペランカー』の主人公を題材にした毎月1ページに1コマ掲載の4コマ漫画コーナー。超虚弱体質の主人公・スペランカー先生の日常を描いた4コマ漫画で有名なわずかな段差で死亡するなど本作のシステムをネタに使用している。作画は高は車。なお、本作ははアイレムホームページ内の「ふる里4コマ小唄」がオリジナルであり本誌へはそれとは別の新作描き下ろしとなっている。

### コミック連動コーナー
一部の連載作品にはコミック連動コーナーがある。主にその作品の情報・コラム・企画・読者からのおたよりなどが掲載される。もちろん連載作品が終了すれば、この連動コーナーも最終回を迎えることとなる。

### コミック連動コーナー一覧（現在連載中）
（）内に関連する連載作品を表す。
- 狼と香辛料 旅のしおり（狼と香辛料）
- 八十神高等学校 掲示板（ペルソナ4）
- ぷちどるフィーチャー★（ぷちます! -PETIT IDOLM@STER-）

### コミック連動コーナー一覧（連載終了）
- テイルズ オブ ジ アビス交響楽団♪（テイルズ オブ ジ アビス）
- 集え!ソーディアンマスター（儚き刻のリオン）
- マンスリーマビノギ通信（マビノギ スタッカート）
- ガンパレード・マーチ Briefing Room（ガンパレード・マーチ 萩 幽霊前線）
- 月刊MINATOKU MAGAZINE -COMIC SIDE-（ペルソナ3）
- 星海Station（スターオーシャン2 セカンドエヴォリューション）
- らぶきゅーおうじ（イチ・らぶ・キュウ）
- デュアルアース 神宮学園TODAY（デュアルアース 〜忘却のコギト〜）
- グリパケ∞機構（グリードパケット∞）

### 読者参加コーナー
- テイルズオブFesta
- 三丁目の王!

『電撃王』の読者参加コーナー。様々なお題を出してハガキを募集する「三丁目のお笑いマンガ道場」や、読者の悩みをゆるく解決する「ヘルプ!!王」などのコーナーがある。ハガキが掲載される度にポイントが加算されていき、特定のポイントを超えると特製グッズがもらえるシステムになっている。現在10ポイントで「特製缶バッジ」、20ポイントで「三丁目オリジナルマグネットステッカー」が貰えることが確認されている。

## 小説
創刊号から小説が連載されていたが、小説枠は2007年4月号より一時期消滅した。2008年7月号より『テイルズ オブ ジ アビス』のメインシナリオライター実弥島巧が担当した小説で1年3か月ぶりに復活、2009年9月号に全作品の掲載が終了した。

### 連載作品
- ToHeart2 タカくん、がんばります!（伊達将範、イラスト：シヒラ竜也）（創刊号 - 2007年3月号）
- ボクのセカイをまもるヒトex（谷川流、イラスト：織澤あきふみ）（2006年1月号 - 2006年12月号）
- ガンパレード・マーチ 萩幽霊戦線（榊涼介、イラスト：きむらじゅんこ）（2008年9月号 - 2009年3月号）
- デュアルアース 忘却のコギト（実弥島巧、イラスト：椿春雨）（2008年7月号 - 2009年9月号）（6月号に予告を掲載）
- アークライズファンタジア（実弥島巧、監修・マーベラスエンターテイメント）（2009年6月号 - 2009年8月号） - 短期集中連載

### 連載休止
- 銀色のオリンシス（雨宮ひとみ、イラスト：平井久司）（創刊号 - 2007年4月号）

※2007年5月号から休載、8月号より休載告知が無くなり自然消滅により終了。

## ゲーム4コ「マ）王
2007年1月号からスタート。その時の発売したばかりのゲーム、または人気作の4コマを短期連載するコーナー。1作品にだいたい2ページでそのゲームのギャグ4コマを掲載するがスタート直後は若干異なる掲載形式だった。1作品につき2 - 3か月の連載が基本である。ただし大人気作は伸びる傾向があり、過去の最長連載は「ひぐらしのなく頃に 第1巻・崇&第2巻・想」の7か月、一作品としての最長連載期間は「ひぐらしのなく頃に祭」の6か月。2009年7月号で掲載された「戦国BASARA バトルヒーローズ」では、6月27日に発売されるアンソロの先行掲載ではあるが本コーナー初の複数作家による掲載となった。2007年8月号ではコーナー休載の代わりに、新作4コマと過去の作品を再収録した「ゲーム4コ王夏トクスペシャル!」が付録となった。2008年12月号のリニューアルに伴い、各作品3ページに増設され、4コマ掲載数は6個→5個と減少。2010年11月号では初めての休載、その後は掲載ページも縮小され2012年6月号掲載の「マビノギ」を最後にコーナーは消滅した。
以下は連載されたゲーム作品、全64作品である
- 戦国BASARA2（原作：カプコン）西沢サブロー（2007年1月号）
- ソウルクレイドル 世界を喰らう者（原作：日本一ソフトウェア）道満晴満（2007年1月号 - 3月号・5月号）
- リーズのアトリエ 〜オルドールの錬金術士〜（原作：ガスト）池田陽介（2007年1月号 - 2007年4月号）
- 式神の城III（原作：アルファ・システム）大槻タマミ（2007年1月号 - 2007年3月号）
- ひぐらしのなく頃に祭（原作：竜騎士07/アルケミスト）天空すふぃあ（2007年4月号 - 7月号・9月号 - 10月号）
- 世界樹の迷宮（原作：アトラス）タカムラマサヤ（2007年5月号 - 2007年7月号）
- シャイニング・フォース イクサ（原作：セガ）まっち（2007年5月号 - 2007年7月号）
- GUILTY GEAR XX Λ CORE -ACCENT CORE-（原作：アークシステムワークス）スメラギ（2007年6月号 - 2007年7月号）
- テイルズ オブ ファンダム Vol.2（原作：ナムコ）いわさき砂也（2007年9月号 - 2007年12月号）
- どきどき魔女神判!（原作：SNKプレイモア）なもり（2007年9月号 - 2007年11月号）
- グリムグリモア（原作：日本一ソフトウェア）井本有一（2007年9月号 - 2007年10月号）
- ARCHAIC SEALED HEAT（原作：任天堂）スメラギ（2007年11月号 - 2008年1月号）
- ひぐらしのなく頃に カケラ遊び（原作：竜騎士07/アルケミスト）MAKOTO2号（2007年12月号 - 2008年2月号）
- アルカナハート（原作：AQインタラクティブ）神吉（2007年12月号 - 2008年2月号）
- AIR（原作：Key/プロトタイプ）木野田瞳（2008年1月号・4月号 - 5月号）
- GUILTY GEAR 2 OVERTURE（原作：アークシステムアークス）スメラギ（2008年3月号 - 2008年5月号）
- ユグドラ・ユニオン（原作：スティング）南十字星（2008年4月号 - 2008年5月号）
- アイドルマスター ライブフォーユー!（原作：バンダイナムコゲームス）猫屋敷ねこ丸（2008年5月号 - 2008年7月号）
- 世界樹の迷宮II 諸王の聖杯（原作：アトラス）タカムラマサヤ（2008年5月号 - 2008年7月号）
- 戦場のヴァルキュリア（原作：セガ）スメラギ（2008年6月号 - 2008年8月号）
- 剣と魔法と学園モノ。（原作：アクワイア）南十字星（2008年7月号 - 2008年9月号）
- ナイツ・イン・ザ・ナイトメア（原作：スティング）桃井涼太（2008年8月号 - 2008年10月号）
- ひぐらしのなく頃に 第1巻・祟（原作：竜騎士07/アルケミスト）高原由（（2008年8月号 - 2008年11月号） 最終回ではなく、次回作の「第2巻・想」に続く形となる）
- ひぐらしのなく頃に 第2巻・想 - 同作品の続編。詳細はひぐらしのなく頃にの項を参照（原作：竜騎士07/アルケミスト）高原由（（2008年12月号 - 2009年2月号）※前回の「第1巻・祟」からの連載）
- どきどき魔女神判2（DUO）（原作：SNKプレイモア）タカムラマサヤ（2008年9月号 - 2008年11月号）
- ファンタシースターポータブル（原作：セガ）有坂しおん（2008年10月号 - 2008年12月号）
- マナケミア 〜学園の錬金術士たち〜 PORTABLE+（原作：ガスト）喜来ユウ（2008年11月号 - 2009年1月号）
- 萌え萌え2次大戦（略）☆デラックス（原作：システムソフト・アルファー）かぼちゃ（2008年11月号 - 2009年2月号）
- プリニー 〜オレが主人公でイイんスか?〜（原作：日本一ソフトウェア）鈴木玖（2009年1月号 - 2009年3月号）
- アニーのアトリエ 〜セラ島の錬金術士〜（原作：ガスト）なもり（2009年3月号 - 2009年5月号）
- 幻想水滸伝ティアクライス（原作：KONAMI）五條さやか（2009年3月号 - 2009年5月号）
- テイルズ オブ ハーツ（原作：バンダイナムコゲームス）喜来ユウ（2009年3月号 - 2009年5月号）
- ダン←ダム 〜DUNGEONS&DAM〜（原作・アクワイア）南十字星（2009年4月号 - 2009年6月号）
- セブンスドラゴン（原作：セガ）らいな（2009年5月号 - 2009年7月号）
- ラストバレット（原作：フリュー）楠見らんま（2009年5月号 - 2009年7月号）
- 戦国BASARA バトルヒーローズ（原作：カプコン）神武ひろよし・破弓翔・しまじろう（2009年7月号）S.濃すぎ・郁橋むいこ・喜来ユウ（2009年8月号）
- ひぐらしのなく頃に 第3巻・螺（原作：アルケミスト）珠州城くるみ（2009年7月号 - 2009年9月号）
- BLAZBLUE（原作：アークシステムアークス）スメラギ（2009年8月号 - 2009年10月号）
- ロロナのアトリエ 〜アーランドの錬金術士〜（原作：ガスト）猫都夏椅（2009年8月号 - 2009年10月号）
- ファンタジーアース ゼロ（運営：ゲームポット、開発：スクウェア・エニックス）RIO（2009年9月号・2009年10月号）
- 戦極姫 -戦乱の世に焔立つ-（原作：システムソフト・アルファー）戦国結城（2009年10月号・2009年11月号）
- イースオンラインThe Call of Solum（原作：CJインターネットジャパン）須賀こはる（2009年11月号・2009年12月号）
- 萌え萌え2次大戦（略）2[chu〜♪]（原作：システムソフトアルファー）かぼちゃ（2009年12月号 - 2010年2月号）
- クイーンズブレイド スパイラルカオス（原作：バンダイナムコゲームス）ゆきやなぎ（2010年1月号 - 2010年3月号）
- リーナのアトリエ 〜シュトラールの錬金術士〜（原作：ガスト）なもり（2010年1月号 -　2010年3月号）
- ルーセントハート（原作：ガマニアデジタルエンターテインメント）RYO-MA（2010年1月号 - 2010年5月号）須賀こはる（2010年5月号）サメハル（2010年12月号 - 2011年2月号）
- アルトネリコ3 世界終焉の引鉄は少女の詩が弾く（原作：バンダイナムコゲームス）南十字星（2010年2月号 - 2010年4月号）
- 真・女神転生IMAGINE（原作：ケイブ）RIO（2010年2月号 - 2010年5月号）
- 電撃のピロト〜天空の絆〜（原作：ベストメディア）守月史貴（2010年2月号 - 2010年4月号）
- 戦場のヴァルキュリア2 ガリア王立士官学校（原作：セガ）田口ケンジ（2010年4月号 - 2010年6月号）
- 絶対ヒーロー改造計画（原作：日本一ソフトウェア）タカムラマサヤ（2010年4月号 - 2010年6月号）
- アークサイン（原作：ハンビットユビキタスエンターテインメント）木村樹崇（2010年5月号 - 2010年7月号）
- イースvs.空の軌跡 オルタナティブ・サーガ（原作：日本ファルコム）新久保だいすけ（2010年6月号 - 2010年9月号）
- トトリのアトリエ 〜アーランドの錬金術士2〜（原作：ガスト）藤井理乃（2010年6月号 - 2010年8月号）
- BLAZBULE CONTINUUM SHIFT（ブレイブルー コンティニュアムシフト）（原作：アークシステムアークス）スメラギ（2010年6月号 - 2010年8月号）
- 旋光の輪舞DUO（原作：グレフ）kyo（2010年7月号）宇多仁中（2010年8月号・2010年9月号）
- グランドファンタジア 〜精霊物語〜（原作：アエリア）米倉きひろ（2010年8月号 - 2010年10月号）
- 戦国BASARA3（原作：カプコン）百壱ネム・チコ（2010年12月号）
- ダンガンロンパ 希望の学園と絶望の高校生（原作：スパイク）渡空燕丸（2010年12月号 - 2011年2月号）
- エミル・クロニクル・オンライン（原作・ガンホー・オンライン・エンターテインメント）RYO-MA（2011年1月号 - 2011年2月号）
- アラド戦記（原作・NEXON）上十口（2011年3月号 - 2011年4月号）
- マビノギ（原作・NEXON）須賀こはる（2011年5月号・2011年6月号）いっぽ森山（2012年6月号）
- BLAZBLUE CONTINUUM SHIFTⅡ（原作・アークシステムワークス）うづきのこ（2011年5月号）
- メイプルストーリー（原作・NEXON）RYO-MA（2011年8月号）

## タイアップ
- 2007年2月22日に発売された『モンスターハンター ポータブル 2nd』及び2008年3月27日に発売された『モンスターハンター ポータブル 2ndG』のタイアップとして、本誌に掲載された『モンスターハンター2』で主人公・ギレルが最終回で装備していた防具「ディアソルテシリーズ」が本作で登場している。また彼が依頼主のタイアップクエストもある。
  - また、集会所クエストでもタイアップとして「王 片角のマオウ」と言うクエストがあり、ギレルが依頼主となっている。これをクリアするとディアソルテシリーズの生産に必要な素材の一つ「王チケット」が貰える。またオンライン内のダウンロードクエストでも「王 マオウ再び!」というクエストもある。
- 2009年1月29日に発売された『テイルズ オブ ザ ワールド レディアント マイソロジー2』のタイアップとして、2009年4月号のP15にて公表されたパスワードを使用し、連動サイトにてパスワードを入力すると、本誌のコーナー「テイルズオブFesta」のタイトルロゴがプリントされた「電撃マ王Tシャツ」が貰える。現在はパスワード不要で無料ダウンロードが可能。
- 2009年8月6日に発売された『テイルズ オブ バーサス』のタイアップとして、2009年10月号のP13にて公表されたパスワードを入力するとスペシャルバトル「電撃王 バトル!」がダウンロードでき、そのスペシャルバトルに打ち勝つことができればアーチェ専用武器「馬の頭つき棒」を入手できる。なお、現在ではパスワード入力が不要となり、誰でもダウンロードが出来るようになった。